# Saint-Caprais (Lot)
Saint-Caprais è un comune francese di 80 abitanti situato nel dipartimento del Lot nella regione dell'Occitania.

## Società

### Evoluzione demografica
Abitanti censiti